# لانسوپرازول
لانسوپرازول (به انگلیسی: Lansoprazole) با نام تجاری (Prevacid)، دارویی است که اسید معده را کاهش می‌دهد. داروی فوق برای درمان بیماری زخم معده، ریفلاکس معده و سندرم زولینگر – الیسون نیز تجویز می‌شود. اثربخشی آن مشابه سایر بازدارنده‌های پمپ پروتون (PPI) است. از طریق دهان مصرف می‌شود. شروع اثرش بیش از چند ساعت است و اثرات آن تا چند روز ادامه دارد.
عوارض جانبی شایع شامل یبوست، شکم درد و حالت تهوع می‌باشند. عوارض جانبی جدی ممکن است شامل پوکی استخوان، کاهش منیزیم خون، عفونت کلستریدیوم دیفیسیل و ذات الریه باشد. استفاده در بارداری و شیردهی ایمنی نامشخصی دارد. دارو با انسداد H + / K + -ATPase در سلول‌های جداری معده کار می‌کند.
لانزوپرازول در سال ۱۹۸۴ ثبت اختراع شد و در سال ۱۹۹۲ مورد استفاده پزشکی قرار گرفت. کپسول فوق به عنوان یک داروی عمومی در دسترس است. در سال ۲۰۱۷، این دارو با بیش از سه میلیون نسخه، ۱۸۸مین داروی رایج در ایالات متحده بود.

## مصارف پزشکی
لانسوپرازول برای درمان موارد زیر استفاده می‌شود:
- زخم معده و دوازدهه و زخمهای ناشی از داروهای ضدالتهاب غیراستروئیدی
- عفونت هلیکوباکتر پیلوری، همراه با آنتی‌بیوتیک‌ها (درمان کمکی)، درمان برای از بین بردن هلیکوباکترپیلوری باعث ایجاد زخم یا سایر مشکلات شامل استفاده از دو داروی دیگر به غیر از لانسوپرازول معروف به " درمان سه گانه " است و شامل مصرف دو بار در روز به مدت ۱۰ یا ۱۴ روز لانزوپرازول، آموکسی سیلین، و کلاریترومایسین
- بیماری ریفلاکس معده به مری
- سندرم زولینگر-الیسون[۱۰]

هیچ مدرک قابل استنادی مبنی بر عملکرد بهتر آن نسبت به سایر PPIها وجود ندارد.

## اثرات جانبی
عوارض جانبی PPIها و لانزوپرازول به‌طور خاص ممکن است شامل موارد زیر باشند:
- شایع: اسهال، درد شکم[۱۳]
- نادر: خشکی دهان، بی خوابی، خواب آلودگی، تاری دید، بثورات پوستی، خارش
- به ندرت و بسیار به ندرت: اختلال چشایی، اختلال در عملکرد کبد ، ورم محیطی، واکنش‌های حساسیت بیش از حد (از جمله برونکوسپاسم، ادرار، آنژیوادم، آنافیلاکسی)، حساسیت به نور، تب، تعریق، افسردگی، بینابینی نفریت، اختلالات خونی (از جمله لکوپنی، لکوسیتوز، پانسیوتوپنی، تروموم)، آرترالژی، میالژی، واکنشهای پوستی[۱۴] از جمله (اریتودرما سندرم استیونز – جانسون، نکرولیز اپیدرمی سمی، فوران بولوس)

PPI ممکن است با خطر بیشتری در شکستگی مفصل ران و اسهال همراه کلستریدیوم دیفیسیل همراه باشد. : 22 

## فعل و انفعالات
لانسوپرازول، با توجه به ماهیت خاص خود یا به عنوان PPI، با چندین داروی دیگر تداخل دارد.
- PPIها جذب ضد قارچ (ایتراکونازول و کتوکونازول) را کاهش می‌دهد[۱۶] احتمالاً دیگوکسین را نیز در پلاسما افزایش می‌دهد
- غلظت سیلوستازول در پلاسما (خطر سمی شدن) را افزایش می‌دهد

لانسوپرازول احتمالاً با سایر داروها تداخل دارد:
- سوکرالفات
- آمپی سیلین
- بیساکودیل
- کلوپیدوگرل
- دلاواردین
- فلووکسامین
- آهن نمک
- ووریکونازول
- آمینوفیلین و تئوفیلین
- استمیزول

## جامعه و فرهنگ

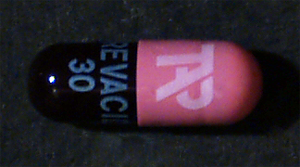
۳۰ میلی‌گرم

### حق ثبت اختراع
مولکول لانزوپرازول غیرقابل ثبت است و بنابراین داروی ژنریک با بسیاری از نام‌های تجاری در بسیاری از کشورها در دسترس است. حق ثبت اختراعاتی نیز برای برخی از فرمول بندی‌ها تا تاریخ ۲۰۱۵ وجود دارند. حفاظت از حق ثبت اختراع این قرص در ۱۰ نوامبر ۲۰۰۹ به پایان رسید.
از سال ۲۰۰۹، لانزوپرازول شده‌است در دسترس بر ضد (OTC) در ایالات متحده به عنوان پریواسید 24HR و به عنوان لانزوپرازول 24HR. در استرالیا توسط فایزر با عنوان زوتون به بازار عرضه می‌شود.